# Castell (Unterfranken)
Castell er en kommune i Landkreis Kitzingen i Regierungsbezirk Unterfranken, i den tyske delstat Bayern. Den er en del af Verwaltungsgemeinschaft Wiesentheid. Byen er tæt forbundet med fyrstefamilien Castell, som har sit stamsæde her.

## Geografi
Navnet Castell kommer af det latinske Castellum – „Borg“, og ligger ved den vestlige udkant af Steigerwald.
Til kommunen hører ud over Castell, landsbyerne Greuth og Wüstenfelden, der indtil 1977 var selvstændige kommuner.